# Cadbury
Cadbury é uma empresa britânica de confeitos fundada em 1824, com sede na cidade de Londres.
Em janeiro de 2010 após 4 meses de negociação, a multinacional estadunidense Kraft Foods anunciou a compra da Cadbury por US$ 19,5 bilhões.

## Brasil
A empresa distribui a marca Adams no Brasil, possuindo duas unidades, sendo a unidade fabril na cidade de Bauru, no interior do estado São Paulo, empregando cerca de mil pessoas e planta industrial de 32 mil m².  A maior parte da sua produção é concentrada nas marcas Trident, Halls, Chiclets e Bubbaloo e destinada ao mercado nacional. A segunda unidade é a comercial, na cidade de São Paulo. Foi eleita pelo Great Place to Work Institute (GPTW) como uma das cem melhores empresas para se trabalhar no Brasil.

## Ligação externa
- Site oficial